# Kulawa
Kulawa (Kaława) – struga na Równinie Charzykowskiej na skraju Zaborskiego Parku Krajobrazowego, w regionie Kaszub zwanym Zaborami. Źródła rzeki znajdują się na południe od leśniczówki Bukówki w głębokiej rynnie polodowcowej. 
Obszar źródłowy rzeki charakteryzuje się śladami poeksploatacyjnymi wydobycia kredy jeziornej. Rzeka przepływa południkowo wartkim strumieniem przez łąki i terasy dolinne malowniczej doliny leśnego obszaru Borów Tucholskich. Przypływa przez jeziora Duże Głuche, Małe Głuche i Szczeczonek uchodząc do Zbrzycy w miejscowości Laska. Rzeka stanowi kajakowy szlak wodny (ze wskazaniem na kajaki typu jedynka). Dolina rzeki Kulawy w roku 2009 została objęta ochroną rezerwatu o nazwie "Dolina Kulawy".  

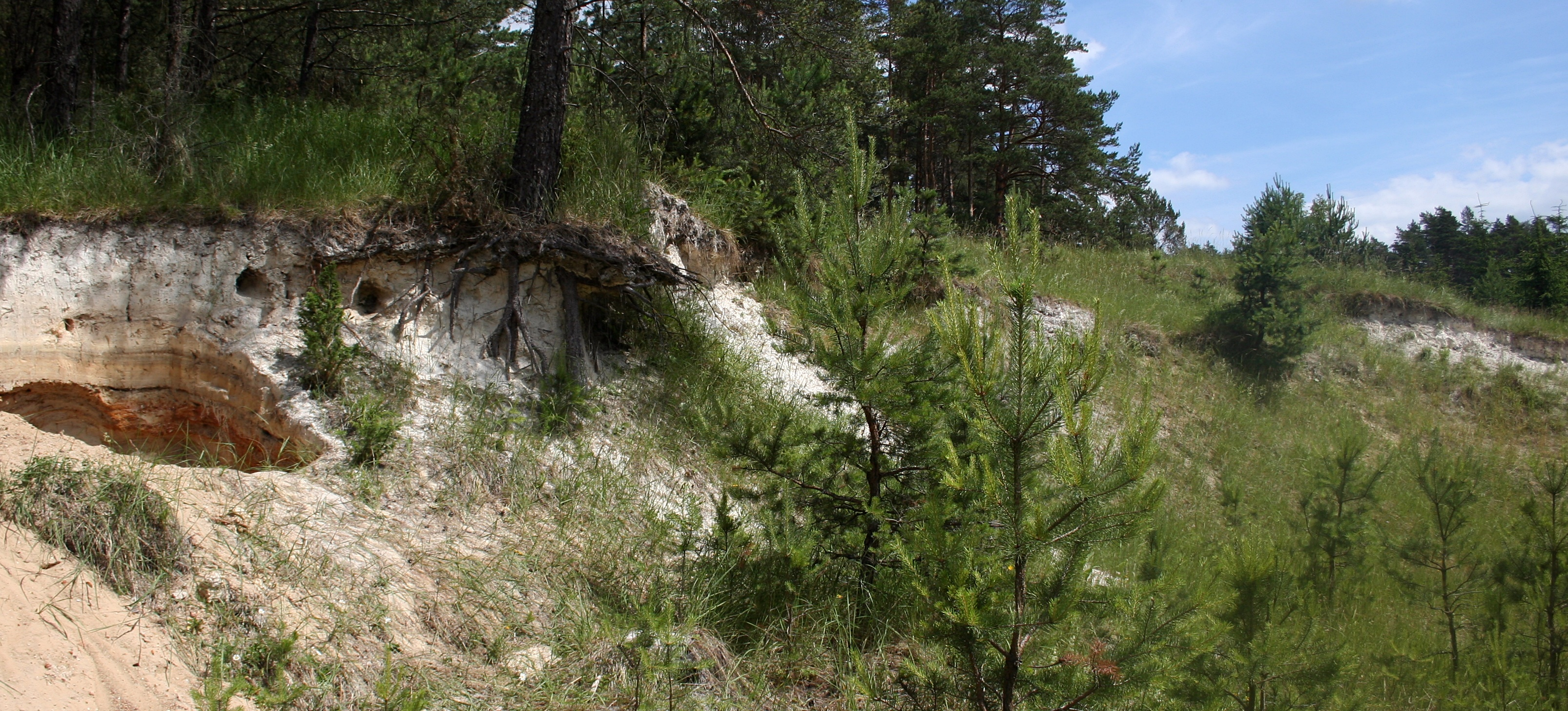
Złoża kredy w dolinie Kulawy

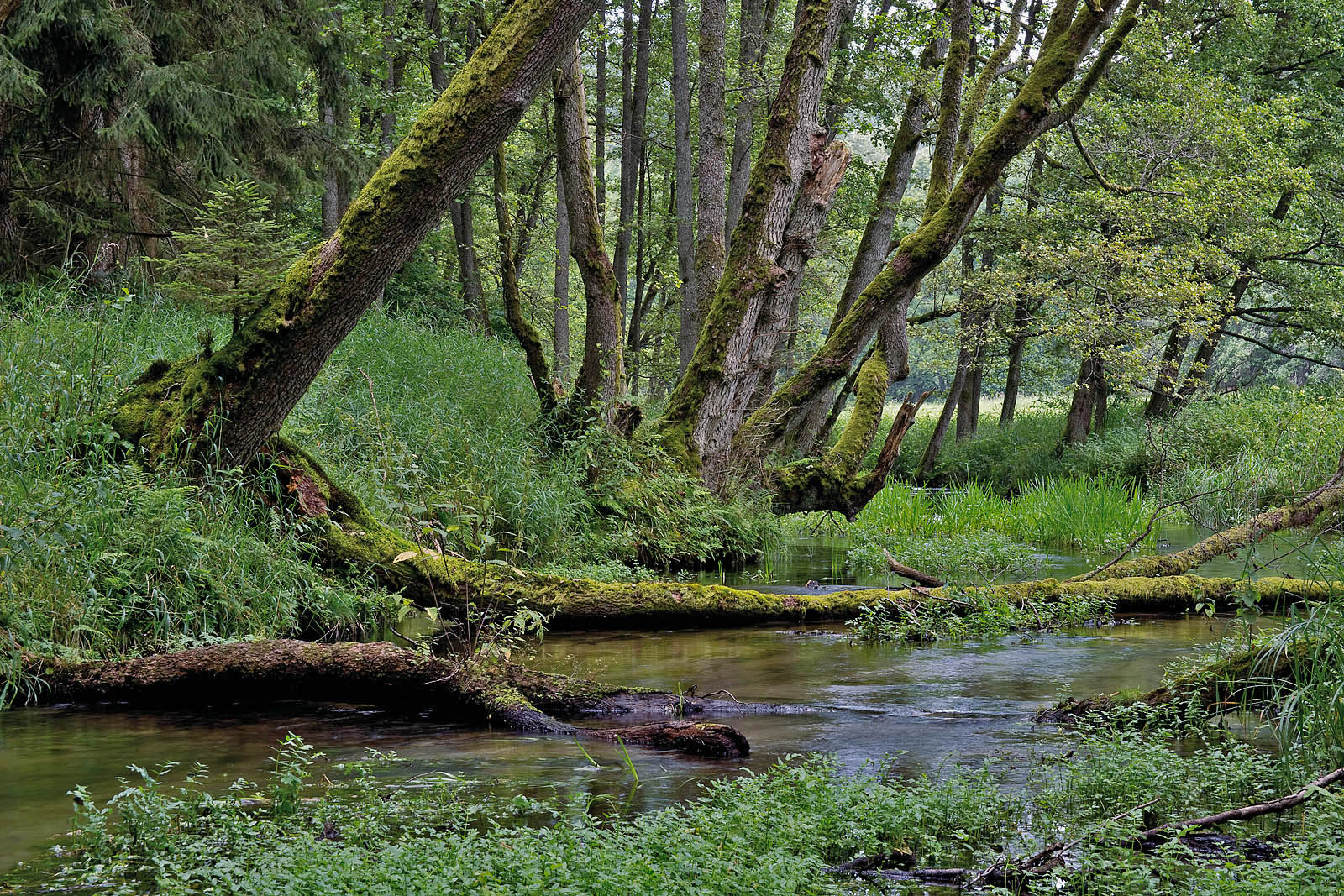
Rzeka Kulawa